# محمد مديحي
محمد مديحي  (15 فبراير 1979 المغرب) هو لاعب كرة قدم مغربي.

## روابط خارجية
- محمد مديحي على موقع الاتحاد الدولي (مؤرشف)  (الإنجليزية)
- محمد مديحي على موقع قاعدة بيانات كرة القدم.إي يو (الإنجليزية)
- محمد مديحي على موقع ناشيونال فوتبول تيمز (الإنجليزية)
- محمد مديحي على موقع عالم كرة القدم.نت (الإنجليزية)